# 麻花艽
麻花艽（学名：Gentiana straminea）(艽读音jiao1;粤语giu1同娇)为龙胆科龙胆属的植物。分布于尼泊尔以及中国大陆的四川、湖北、宁夏、西藏、青海等地，生长于海拔2,000米至4,950米的地区，一般生于林间空地、山沟、灌丛、高山草甸、林下、多石干山坡及河滩地，目前尚未由人工引种栽培。

## 外部連結
- 秦艽 Qinjiao（页面存档备份，存于） 中藥材圖像數據庫 (香港浸會大學中醫藥學院)